# Grand Houston

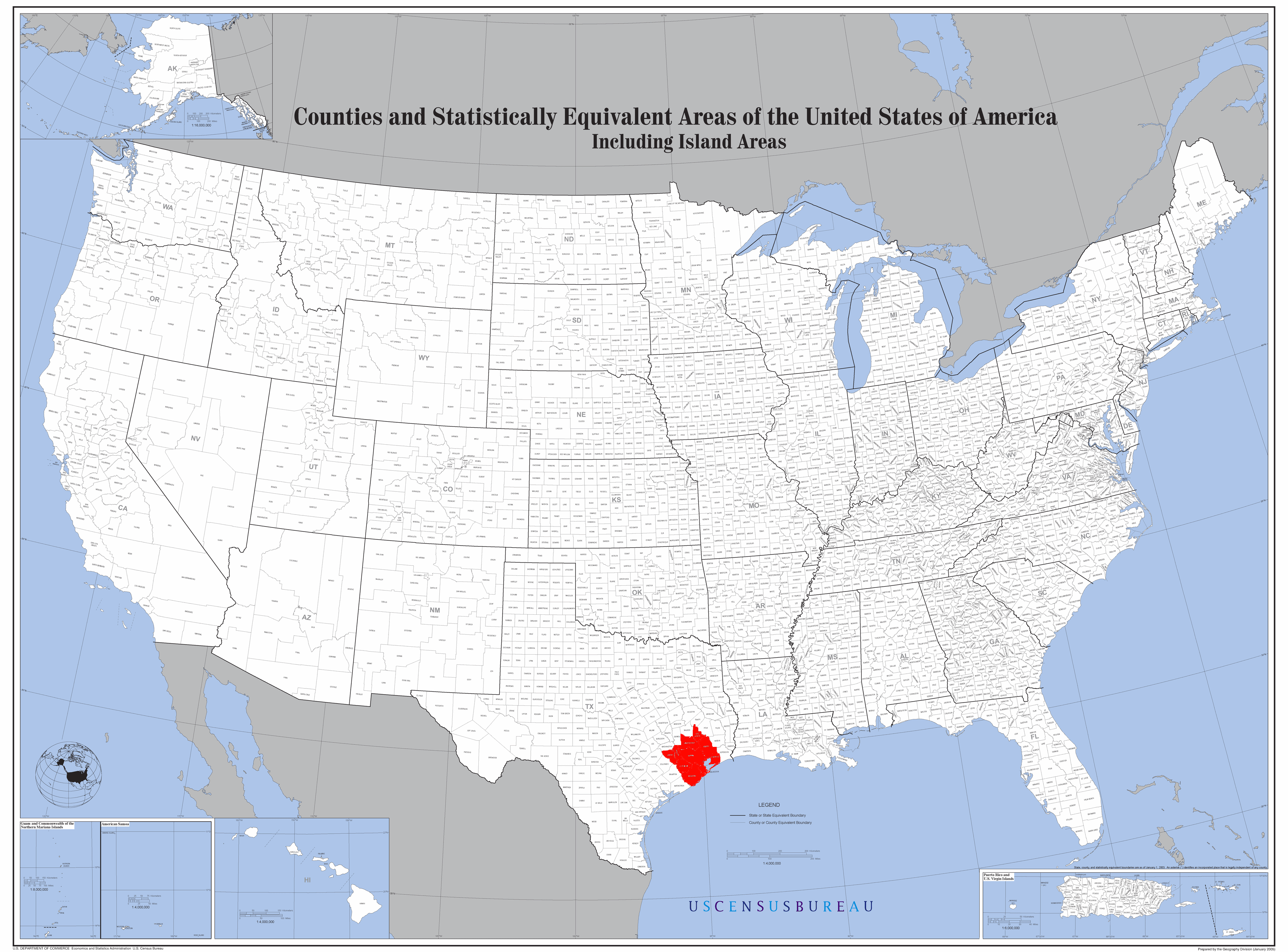
Grand Houston.

Grand Houston (en anglais : Greater Houston et aussi appelé Houston–The Woodlands–Sugar Land) est une région métropolitaine définie par le Bureau de la gestion et du budget. Elle se situe dans l'État américain du Texas.
Cette région métropolitaine composée de neuf comtés est peuplée, d'après une estimation de 2012 du recensement américain de 6 313 158 habitants, ce qui en fait la 5e plus grande région métropolitaine aux États-Unis.
Les principales villes de la région métropolitaine sont Houston, The Woodlands, Sugar Land, Baytown et Conroe. Il y a aussi des villes enclavées dans Houston comme Spring Valley Village.